# Economía ambiental
La Economía Ambiental es una subdisciplina de la economía, que estudia la economía en interrelación con las Ciencias Ambientales (o Ambientología). 
Surge del modelo basado en la formulación de Hartwick (1977) primero y de Solow más tarde (1986). La idea principal desarrollada por el primero es el requerimiento de reinvertir las rentas obtenidas del capital natural en el país de donde se extraen para mantener el consumo real constante a lo largo del tiempo. Sollow desarrolla esta premisa y la reinterpreta como el mantenimiento del stock de capital constante. Con este fin subdivide el capital en sus tres posibles formas: Capital manufacturero (máquinas, infraestructuras,..), capital humano (stock de conocimientos y habilidades) y capital natural (recursos naturales renovables o casi-renovables valorados en términos económicos).
{\displaystyle K=Km+Kh+Kn}
Bajo este enfoque, lo que heredan las generaciones futuras es una capacidad general de producir más que un componente específico de capital.
Este es el modelo base de la sostenibilidad débil de inspiración neoclásica donde se asume la sustituibilidad de las formas de capital con el fin de mantener constante el capital en general.
Las críticas son varias y procedentes de la economía ecológica en su mayoría. Algunas de ellas son, por ejemplo que la depreciación del capital natural se imputa a los países exportadores y no a los países consumidores, o la difícil cuestión de la valoración monetaria de los recursos naturales como su sustituibilidad por otras formas de capital.